# Ademir Alcântara
Ademir Bernardes de Alcântara, mais conhecido como Ademir Alcântara (Mandaguaçu, 17 de dezembro de 1962), é um ex-futebolista brasileiro que atuava como meia.
Em 1984, jogando pelo Pelotas (RS), foi o artilheiro do Campeonato Gaúcho, o que lhe valeu a contratação para jogar no Internacional. Era um meio de campo clássico, habilidoso e de drible fácil, mas um pouco lento.
Após fazer ótimas campanhas no futebol português e uma breve passagem pelo Mogi Mirim/SP Ademir Alcântara foi contratado pelo Coritiba para voltar a jogar em sua terra natal. Em 1995 Ademir Alcântara foi vice campeão paranaense e vice campeão brasileiro da Série B, sendo decisivo na campanha que finalmente devolvia o Coritiba à elite nacional do futebol. Ainda foi vice do paranaense em 1996, jogou a Copa do Brasil, mas não seguiu no clube para o Brasileirão daquele ano, tendo optado por deixar os gramados.